# Shut the box

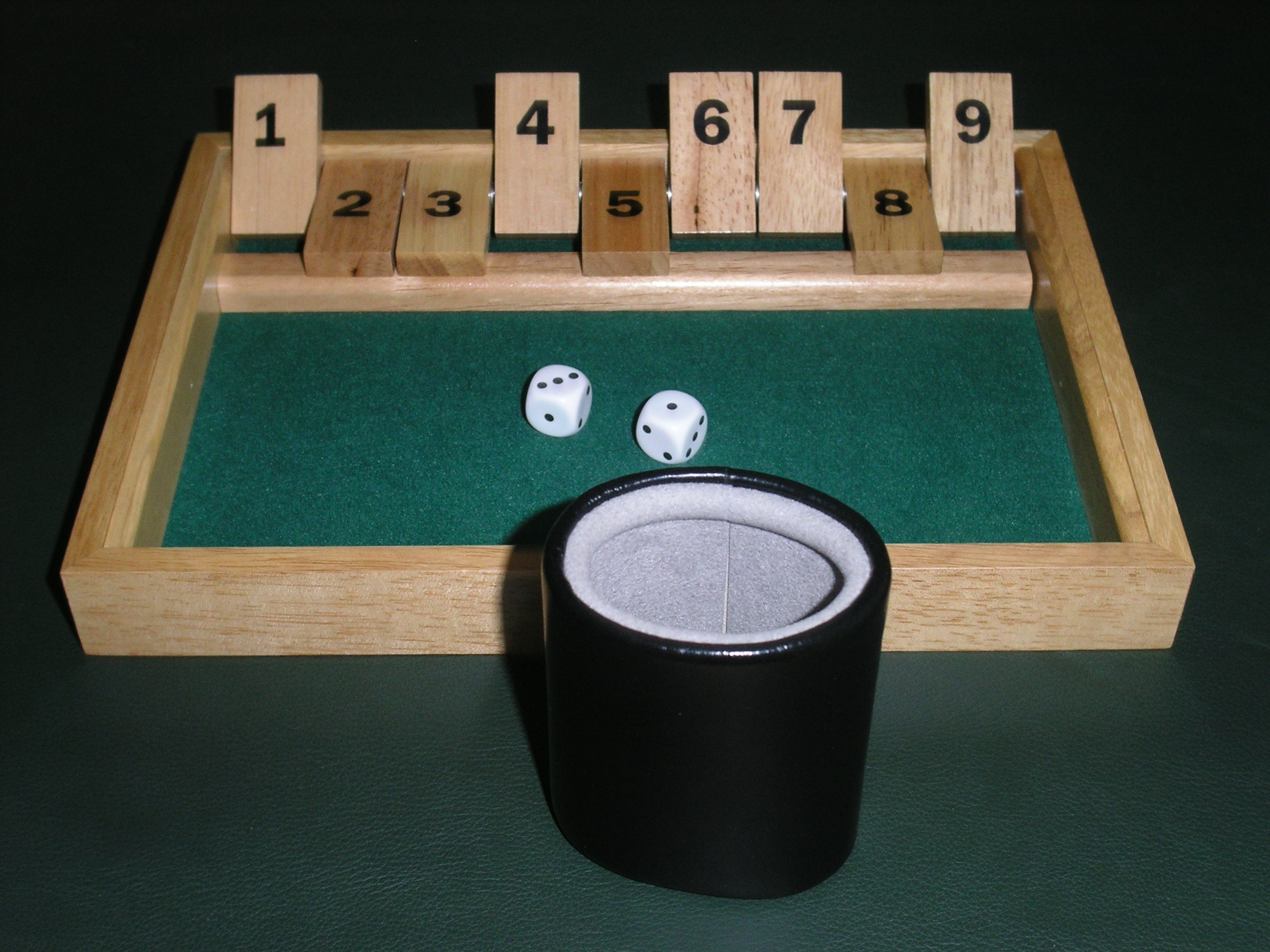
Shut the box: låda med numrerade luckor, tärningar och tärningsbägare.

Shut the box, även kallat stäng lådan eller trictrac, är ett klassiskt tärningsspel. Till spelet hör två tärningar och en speciell låda med ledade eller skjutbara luckor, som är märkta med siffrorna 1–9. 
Spelet går ut på att kunna utnyttja tärningskasten till att stänga så många luckor som möjligt. En lucka får stängas om siffran överensstämmer med summan av de båda tärningarna. Man kan alternativt stänga två luckor samtidigt om siffrorna motsvarar respektive tärning i kastet. Kastet 3-1, till exempel, ger möjlighet att stänga 3:an och 1:an eller att stänga 4:an. En spelare får fortsätta att kasta tärningarna till dess att det inte längre går att stänga någon lucka. Siffrorna på de resterande luckorna summeras och utgör spelarens minuspoäng för den aktuella omgången. När luckorna 7–9 är stängda är det tillåtet att kasta med bara 1 tärning.
Lådan kan ersättas av en uppritad spelplan med nio numrerade rutor.
Namnet trictrac kan också syfta på ett med bräde besläktat spel.